# Leo Mikić
Leo Mikić (* 6. Mai 1997 in Požega) ist ein kroatischer Fußballspieler.

## Karriere
Mikić begann seine Karriere beim NK Slavija Pleternica. Im Juli 2017 wechselte er zum NK Sesvete, ehe er ohne Einsatz im August 2017 wieder zu Slavija Pleternica zurückkehrte. Im Januar 2018 wechselte er nach Österreich zum fünftklassigen FC Lustenau 07. In zwei Saisonen bei Lustenau absolvierte er 43 Spiele in der Landesliga, in denen er 38 Tore erzielte. 2019 konnte er mit Lustenau in die Vorarlbergliga aufsteigen.
Daraufhin wechselte er zur Saison 2019/20 zum Zweitligisten Kapfenberger SV. Sein Debüt in der 2. Liga gab er im Juli 2019, als er am zweiten Spieltag jener Saison gegen den SV Lafnitz in der 63. Minute für Illja Subkow eingewechselt wurde. In zwei Spielzeiten bei der KSV absolvierte der Kroate 44 Zweitligapartien, in denen er neun Tore erzielte. Zudem spielte er sechsmal für die Amateure der Steirer in der fünftklassigen Oberliga.
Zur Saison 2021/22 wechselte Mikić zum Bundesligisten SV Ried. Für Ried absolvierte er insgesamt 56 Partien in der Bundesliga, in denen er sieben Tore erzielte. Mit dem Klub stieg er aber 2023 aus dem Oberhaus ab. Daraufhin wechselte er im Juni 2023 nach Südkorea zum Zweitligisten Jeonnam Dragons. Für Jeonnam absolvierte er neun Partien in der K2 League, ehe er den Verein nach der Saison 2023 wieder verließ.
Im Anschluss kehrte er im Januar 2024 nach Österreich zurück und wechselte zum Bundesligisten SC Austria Lustenau, bei dem er einen bis Juni 2024 laufenden Vertrag erhielt. Für Lustenau spielte er achtmal in der Bundesliga, aus der das Team aber zu Saisonende abstieg. In der 2. Liga kam er anschließend in der Saison 2024/25 in 24 Spielen zum Zug. Zur Saison 2025/26 wechselte Mikić nach Bosnien und Herzegowina zum amtierenden Meister HŠK Zrinjski Mostar.